# Thomas Hendricks
Thomas Andrews Hendricks (Fultonham, 17 settembre 1819 – Indianapolis, 25 novembre 1885) è stato un politico statunitense, membro del Partito Democratico.
Fu vicepresidente sotto la prima presidenza di Grover Cleveland nel 1885 ma morì appena poco più di otto mesi dopo aver iniziato il mandato, lasciando una sede vacante di quasi tre anni e mezzo.